# Сан-Флоріано-дель-Колліо
Сан-Флоріано-дель-Колліо (італ. San Floriano del Collio) — муніципалітет в Італії, у регіоні Фріулі-Венеція-Джулія,  провінція Гориція.
Сан-Флоріано-дель-Колліо розташований на відстані близько 470 км на північ від Рима, 45 км на північний захід від Трієста, 7 км на північний захід від Гориції.
Населення — 799 осіб (2014).

## Демографія
Населення за роками:

Станом на 1 січня 2023 року в муніципалітеті офіційно проживало 11 іноземців з 6 країн, серед них 3 громадяни країн Євросоюзу.

## Сусідні муніципалітети
- Колліо
- Каприва-дель-Фріулі
- Кормонс
- Гориція
- Мосса